# City pop

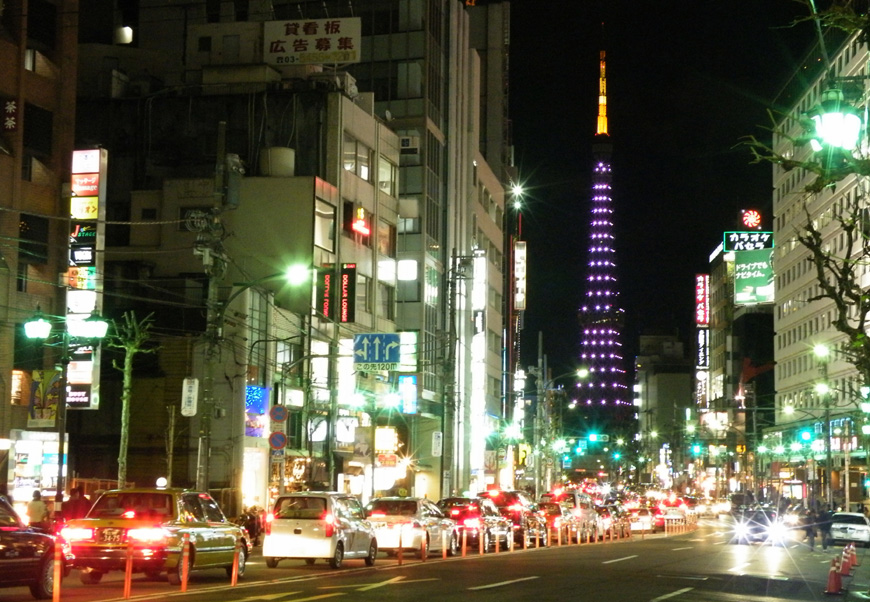
Tokijská čtvrť Roppongi. Moderní město plné světel bylo často inspirací jak pro citypopové písně, tak pro citypopové obaly desek

City pop (japonsky: シティ・ポップ, v překladu městský pop) je japonský hudební styl, který by se dal zařadit mezi pop (případně J-pop). Tento hudební styl začal vznikat v polovině 70. let 20. století, přičemž největší popularity dosáhl v 80. letech. 
Definice city popu není jednoznačná. Na rozdíl od tradiční japonské hudby city pop vychází spíše z amerického popu, ale objevují se i prvky z jazzu, soft rocku, disca, R&B,Funku  či havajské nebo okinawské hudby. City pop využívá i nové technologie své doby, jako byl walkman nebo elektronické hudební nástroje. Název "city pop" (městský pop) se odvíjí od toho, že city-popové písně byly cíleny převážně na městské obyvatelstvo a že mají jedinečný městský nádech. City-popové písně obvykle bývají v japonštině, ale objevuje se v nich mnoho anglických slov a frází. Používají specifické hudební prostředky (tóny převzaté ze soft rocku).
Mimo Japonsko se city pop nedočkal velké popularity a nebyl přijímán příliš pozitivně, ačkoliv po roce 2010 se stal celosvětově poměrně populárním, především díky algoritmům na YouTube, které začaly uživatelům nabízet písně od interpretů, jako je například Mariya Takeuchi (především píseň Plastic Love). City pop měl také velký vliv na vaporwave a Futurefunk, ale částečně též na videoherní hudbu (například série Super Mario).

## Významní interpreti
- Tacuro Yamashita,
- Mariya Takeuchi[2] Královna city popu
- Taeko Ohnuki[2]
- Junko Yagami[2]
- Tomoko Aran[2]
- Anri
- Kengo Kurozumi
- Masayuki Kishi
- Miki Matsubara
- Kingo Hamada
- Junko Ohashi